# Fortescue Metals Group
Fortescue Metals Group Ltd je avstralsko podjetje, ki se ukvarja z rudarjenjem železove rude. Velja za četrtega največjega proizvajalca železove rude na svetu (2011). Podjetje ima v lasti več kot 87 000 km² ozemlja v regiji Pilbara, zahodna Avstralija.
Fortuscue operira s privatno 260 kilometrsko železnico, ki se uporablja za prevoz rude. Na njej operirajo eni izmed najtežjih vlakov na svetu. Tipičen vlak ima težo 35 000 ton (od tega je 29000 rude) in je dolg 2,5 kilometra. Osna obremenitev je okrog 40 ton. 